# Гадсден (Тенеси)
Гадсден (енгл. Gadsden) град је у америчкој савезној држави Тенеси.

## Демографија
По попису из 2010. године број становника је 470, што је 83 (-15,0%) становника мање него 2000. године.
| Група             | 2000.       | 2010.       |
| Белци             | 461 (83,4%) | 380 (80,9%) |
| Афроамериканци    | 82 (14,8%)  | 73 (15,5%)  |
| Азијати           | 0 (0,0%)    | 2 (0,4%)    |
| Хиспаноамериканци | 6 (1,1%)    | 8 (1,7%)    |
| Укупно            | 553         | 470         |